# Disco (Album)
Disco ist das 15. Studioalbum der australischen Popsängerin Kylie Minogue. Es erschien am 6. November 2020 über Darenote und BMG Rights Management.

## Entstehung
Die Produktion des Albums begann im Herbst 2019 nach der Tour mit dem Album Golden und dem Auftritt beim Glastonbury Festival. Sie fühlte sich von der Disco-Musik inspiriert, die auch ein Teil ihrer Tournee war.
Die Arbeit am Album wurde fortgesetzt während der COVID-19-Pandemie im Jahr 2020, die Minogue in ihrem Heimstudio während des gesamten Lockdowns nutzte. Die Mehrheit des Albums wurden in ihrem Heimstudio erstellt. Jedes Lied von Disco wurde von Minogue mitgeschrieben, und sie wirkte auch erstmals an der Tontechnik mit.

## Singles
Say Samething wurde als Leadsingle des Albums den 23. Juli 2020 veröffentlicht. Das Lied wurde von Kritikern gelobt und erreichte den 56. Platz der britischen Charts. In den Vereinigten Staaten erreichte sie den dritten Platz auf Billboard Dance/Electronic Digital Song Sales. Das Musikvideo für das Lied war unter der Regie von Sophie Muller und wurde in Black Island Studios in London gedreht, unter Einhaltung der räumlichen Distanzierung aufgrund der COVID-19-Pandemie. Es zeigt Minogue durch das Universum reisend, montiert auf einer goldenen Pferdeskulptur.
Magic wurde als zweite Single am 24. September 2020 veröffentlicht und erhielt positive Reaktionen von Musikkritikern. Sie erreichte den 53. Platz der UK-Charts und den zweiten Platz in Schottland. Auch unter der Regie von Muller wurde das Musikvideo für Magic in einer Diskothek in Farringdon, London gedreht.
Real Groove wurde von Minogue auf BBC Radio 2 als dritte Single den 5. Dezember 2020 bestätigt. Die Remix-Version des Lieds als „Studio 2054 Remix“ mit Dua Lipa wurde bei digitalen Plattformen den 31. Dezember 2020 veröffentlicht. Der Remix enthält eine aktualisierte Produktion und einen erweiterten Instrumentalteil in der Mitte des Lieds.

## Rezeption
Disco erhielt positive Bewertungen von Musikkritikern, viele von ihnen lobten den Mix aus Retro-Feeling und moderner Produktion. Das Album erreichte den ersten Platz in den britischen Charts mit 54.900 Exemplaren. Minogue wurde auch die erste Sängerin mit einem Album das den ersten Platz in fünf aufeinanderfolgenden Jahrzehnten im Land erreichte. Das Album erreichte Gold von der British Phonographic Industry, ein Monat nach seiner Veröffentlichung für den Verkauf von 100.000 Exemplaren. Es erreichte auch den ersten Platz in ihrer Heimat Australien und Top 10 in acht Ländern darunter Österreich, Frankreich, Deutschland, Spanien und Neuseeland.

## Titelliste
| Nr.          | Titel                 | Autor(en)                                                                          | Produzent(en)                            | Länge |
| ------------ | --------------------- | ---------------------------------------------------------------------------------- | ---------------------------------------- | ----- |
| 1.           | Magic                 | Kylie Minogue, Teemu Brunila, Peter Wallevik, Daniel Heløy Davidsen, Michelle Buzz | PhD                                      | 4:11  |
| 2.           | Miss a Thing          | Minogue, Brunila, Nico Stadi, Ally Ahern                                           | Brunila, Stadi                           | 3:56  |
| 3.           | Real Groove           | Minogue, Brunila, Stadi, Alida Gaprestad                                           | Brunila, Stadi                           | 3:15  |
| 4.           | Monday Blues          | Minogue, Sky Adams, Maegan Cottone, Danny Shah, Linslee Campbell                   | Adams                                    | 3:09  |
| 5.           | Supernova             | Minogue, Adams, Cottone                                                            | Adams                                    | 3:17  |
| 6.           | Say Something         | Minogue, Richard „Biff“ Stannard, Jon Green, Ash Howes                             | Green, Stannard, Duck Blackwell, Minogue | 3:32  |
| 7.           | Last Chance           | Minogue, Adams, Cottone                                                            | Adams                                    | 3:03  |
| 8.           | I Love It             | Minogue, Stannard, Blackwell                                                       | Stannard, Blackwell, Minogue             | 3:50  |
| 9.           | Where Does the DJ Go? | Minogue, Adams, Shah, Kiris Houston                                                | Adams, Houston                           | 3:01  |
| 10.          | Dance Floor Darling   | Minogue, Adams, Cottone, Campbell                                                  | Adams                                    | 3:12  |
| 11.          | Unstoppable           | Minogue, Fiona Bevan, Troy Miller                                                  | Miller                                   | 3:34  |
| 12.          | Celebrate You         | Minogue, Adams, Shah, Cottone                                                      | Adams                                    | 3:41  |
| Gesamtlänge: | Gesamtlänge:          | Gesamtlänge:                                                                       | Gesamtlänge:                             | 41:46 |

## Kommerzieller Erfolg

### Chartplatzierungen
| ChartsChartplatzierungen       | Höchstplatzierung | Wochen |
| ------------------------------ | ----------------- | ------ |
| Australien (ARIA)              | 1 (9 Wo.)         | 9      |
| Deutschland (GfK)              | 3 (5 Wo.)         | 5      |
| Österreich (Ö3)                | 7 (3 Wo.)         | 3      |
| Schweiz (IFPI)                 | 4 (5 Wo.)         | 5      |
| Vereinigte Staaten (Billboard) | 26 (1 Wo.)        | 1      |
| Vereinigtes Königreich (OCC)   | 1 (17 Wo.)        | 17     |

| ChartsJahrescharts (2020)    | Platzierung |
| ---------------------------- | ----------- |
| Australien (ARIA)            | 62          |
| Vereinigtes Königreich (OCC) | 33          |

### Auszeichnungen für Musikverkäufe
| Land/Region                  | Auszeichnungen für Musikverkäufe (Land/Region, Auszeichnung, Verkäufe) | Verkäufe |
| ---------------------------- | ---------------------------------------------------------------------- | -------- |
| Vereinigtes Königreich (BPI) | Gold                                                                   | 100.000  |
| Insgesamt                    | 1× Gold ·                                                              | 100.000  |

Hauptartikel: Kylie Minogue/Auszeichnungen für Musikverkäufe